# 天津市天津中学
天津市天津中学，简称天中，位于天津市南开区华苑街道中孚路41号，2001年建校，其历史可以追溯至始建于1955年的天津市第五十二中学。
目前，天津市天津中学是天津市教育委员会直属的天津市市级重点中学。

## 历史沿革
1955年，天津市第五十二中学建立，最初校址在天津市南开区一纬路。
1993年，学校由南开区教育局划转天津市教育局直属:905-907。
2000年，天津中学在筹建期间，原拟定校名为“天人中学”。然而，该名称与私立中学的称谓较为相似，难以突出其公立重点中学的性质。经市教委领导建议，最终定名为“天津中学”。首任校长国赫孚。